# 喀西爵床
喀西爵床（学名：Rostellularia khasiana）是爵床科爵床属的植物。分布在泰国、缅甸以及中国大陆的印度等地，生长于海拔1,500米的地区，目前尚未由人工引种栽培。

## 异名
- Rostellularia khasiana (C. B. Clarke) C. Y. Wu var. latisfica (C. B. Clarke) C. Y. Wu